# Nauru Bwiema
Nauru Bwiema is het volkslied van Nauru, sinds 1968 toen dit eiland onafhankelijk werd.
De tekst van Margaret Hendrie, en de muziek van Laurence Henry Hicks.
Nauru bwiema, ngabena ma auwe.
Ma dedaro bwe dogum, mo otata bet egom.
Atsin ngago bwien okor, ama bagadugu
Epoa ngabuna ri nan orre bet imur.
Ama memag ma nan epodan eredu won engiden,
Miyan aema ngeiyin ouge, Nauru eko dogin!